# Liste fraktionsloser Mitglieder des 5. Europäischen Parlaments
Die Liste fraktionsloser Mitglieder des 5. Europäischen Parlaments enthält die Abgeordneten, die in der 5. Wahlperiode von 1999 bis 2004 zumindest übergangsweise nicht einer der Fraktionen des Europäischen Parlaments angehörten.
Die acht Abgeordneten der italienischen Alleanza Nazionale (Roberta Angelilli, Sergio Berlato, Gianfranco Fini, Sebastiano Musumeci, Cristiana Muscardini, Mauro Nobilia, Adriana Poli Bortone, Franz Turchi) sowie Mariotto Segni (Patto Segni) waren am Tag der Konstituierung des Parlaments, 21. Juli 1999, fraktionslos und schlossen sich offiziell am folgenden Tag der UEN-Fraktion an. Am 22. Juli 1999, einen Tag nach der Konstituierung des Parlaments nach der 1999 waren neun Abgeordnete fraktionslos. Im ausgehenden Parlament vor der Europawahl 2004 waren 44 Abgeordnete ohne Fraktion

## Abgeordnete
| Land                   | Partei                                                               | Europäische Partei | Sitze | MdEP | Anmerkung |
| ---------------------- | -------------------------------------------------------------------- | ------------------ | ----- | --- | --- |
| Belgien                | Vlaams Blok                                                          | Euronat            | 2     | Frank Vanhecke Karel Dillen Philip Claeys Koenraad Dillen                                                          | Vanhecke und Karel Dillen ab 3. Oktober 2001, zuvor TDI-Fraktion; Karel Dillen bis 30. Mai 2003, Vanhecke bis 4. Juni 2013; Claeys und Koenraad Dillen ab 16. Juni 2003                               |
| Belgien                | –                                                                    | –                  | 1     | Ward Beysen | ab 11. Februar 2003, zuvor LD-Fraktion; gewählt für VLD |
| Frankreich             | –                                                                    | –                  | 1     | Marie-France Garaud                                                                                                | gewählt für Rassemblement pour la France et l’indépendance de l’Europe |
| Frankreich             | Mouvement pour la France                                             |                    | 6     | Georges Berthu Alexandre Varaut Dominique Souchet Thierry de La Perrière Elizabeth Montfort Nicole Thomas-Mauro    | ab 31. Januar 2001, davor Fraktion Union für das Europa der Nationen; alle gewählt für RPF; Thomas-Mauro bis 10. März 2003, dann wieder UEN-Fraktion; Montfort bis 1. Juni 2003, dann EVP/ED-Fraktion |
| Frankreich             | Front National                                                       | Euronat            | 5     | Jean-Claude Martinez Carl Lang Bruno Gollnisch Charles de Gaulle Jean-Marie Le Pen Marie-France Stirbois           | ab 3. Oktober 2001, zuvor TDI-Fraktion (außer Stirbois); Le Pen bis 10. April 2003, Stirbois ab 11. April 2003                                                                                        |
| Frankreich             | Rassemblement citoyen Mouvement des citoyens Parti radical de gauche |                    | 4     | Michel Scarbonchi Sami Naïr Michel Dary Gérard Caudron                                                             | 27. Juni 2002 bis 30. Juni 2002; zuvor SPE-, danach GUE/NGL-Fraktion |
| Italien                | Liste Emma Bonino                                                    |                    | 7     | Marco Pannella Marco Cappato Benedetto Della Vedova Emma Bonino Gianfranco Dell’Alba Olivier Dupuis Maurizio Turco | ab 3. Oktober 2001, zuvor TDI-Fraktion |
| Italien                | Lega Nord                                                            |                    | 3     | Francesco Speroni Mario Borghezio Gian Paolo Gobbo                                                                 | ab 3. Oktober 2001, zuvor TDI-Fraktion |
| Italien                | I Democratici                                                        | –                  | 1     | Marco Formentini                                                                                                   | bis 4. Oktober 1999, dann LD-Fraktion; gewählt für Lega Nord |
| Italien                | –                                                                    | –                  | 1     | Pietro Mennea | ab 8. Juli 2003, zuvor EVP-ED-Fraktion |
| Italien                | Socialisti Democratici Italiani/Nuovo PSI                            |                    | 1     | Claudio Martelli                                                                                                   | 30. August 2000 bis 14. November 2011 und 3. Oktober 2001 bis 18. Dezember 2001; zuvor SPE-Fraktion, zwischendurch TDI-Fraktion, danach LDR-Fraktion                                                  |
| Österreich             | Freiheitliche Partei Österreichs                                     | –                  | 5     | Wolfgang Ilgenfritz Gerhard Hager Hans Kronberger Daniela Raschhofer Peter Sichrovsky                              | |
| Österreich             | –                                                                    | –                  | 1     | Hans-Peter Martin                                                                                                  | ab 12. Februar 2004, zuvor SPE-Fraktion |
| Polen                  | Samoobrona                                                           |                    | 4     | Genowefa Wiśniowska Krzysztof Filipek Stanisław Łyżwiński Andrzej Lepper                                           | ab 1. Mai 2004, Beitritt Polens zur EU |
| Polen                  | Liga Polskich Rodzin                                                 |                    | 1     | Adam Biela | ab 1. Mai 2004, Beitritt Polens zur EU |
| Polen                  | Partia Ludowo-Demokratyczna                                          |                    | 1     | Krzysztof Rutkowski                                                                                                | ab 1. Mai 2004, Beitritt Polens zur EU |
| Polen                  | Ruch Katolicko-Narodowy                                              |                    | 1     | Antoni Macierewicz                                                                                                 | ab 1. Mai 2004, Beitritt Polens zur EU |
| Polen                  | Polski Blok Ludowy                                                   |                    | 1     | Wacław Klukowski                                                                                                   | ab 1. Mai 2004, Beitritt Polens zur EU |
| Slowakei               | Hnutie za demokratické Slovensko                                     |                    | 1     | Viliam Veteška | ab 1. Mai 2004, Beitritt der Slowakei zur EU |
| Spanien                | Euskal Herritarrok                                                   | –                  | 1     | Koldo Gorostiaga Atxalandabaso                                                                                     | |
| Vereinigtes Königreich | Democratic Unionist Party                                            | –                  | 1     | Ian Paisley | |
| Vereinigtes Königreich | –                                                                    | –                  | 1     | Michael Holmes | 2. Juli 2001 bis 15. Dezember 2001, zuvor EDD-Fraktion, danach ausgeschieden; gewählt für UKIP |
| Vereinigtes Königreich |                                                                      |                    | 1     | Richard Balfe | 19. Dezember 2001 bis 5. März 2002; zuvor SPE-, danach EVP-ED-Fraktion; gewählt für Labour |